# Любики-Мале
Любики-Мале (пол. Lubiki Małe) — село в Польщі, у гміні Чарна Вода Староґардського повіту Поморського воєводства.